# Syllepte nigrodentalis
Syllepte nigrodentalis is een vlinder uit de familie van de grasmotten (Crambidae). De wetenschappelijke naam van deze soort is voor het eerst voorgesteld als Botys nigrodentalis door Arnold Pagenstecher in een publicatie uit 1884.
De soort komt voor in Indonesië (Ambon).